# 蒙泰什
蒙泰什（法語：Montech，法語發音：[mɔ̃tɛʃ]）是法国奧克西塔尼大區塔恩-加龙省的一个市镇，属于蒙托邦区。

## 地理
蒙泰什（43°57'25"N, 1°13'47"E）面积50.14 平方千米，位于法国奧克西塔尼大區塔恩-加龙省，该省份为法国西南部内陆省份，北起顺时针与洛特省、阿韦龙省、塔恩省、上加龙省、热尔省和洛特-加龙省接壤。
与蒙泰什接壤的市镇（或旧市镇、城区）包括：埃斯卡塔朗、布雷、布雷索勒、菲南、拉库尔圣皮埃尔、马斯格勒尼耶、蒙巴尔捷。

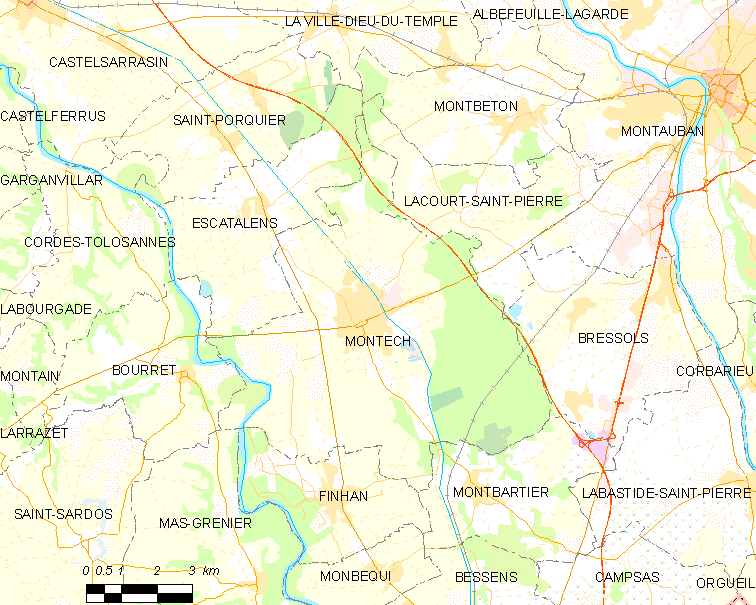
蒙泰什的OSM定位图

蒙泰什的时区为UTC+01:00、UTC+02:00（夏令时）。

## 行政
蒙泰什的邮政编码为82700，INSEE市镇编码为82125。

## 政治
蒙泰什所属的省级选区为蒙泰什县。

## 人口

1962-2008年间蒙泰什人口变化图示

蒙泰什于2022年1月1日时的人口数量为6657人。

## 图集

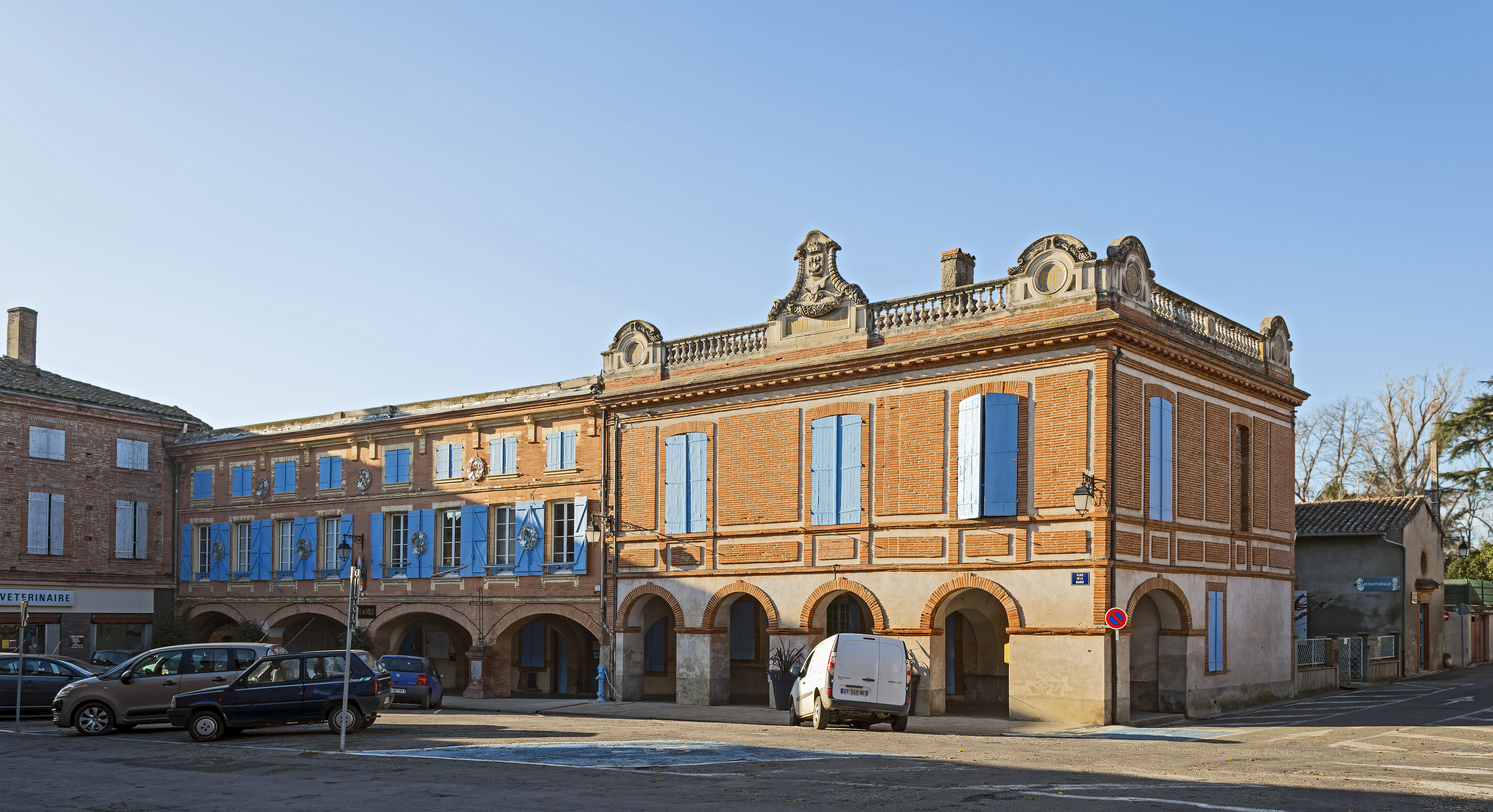
市政厅
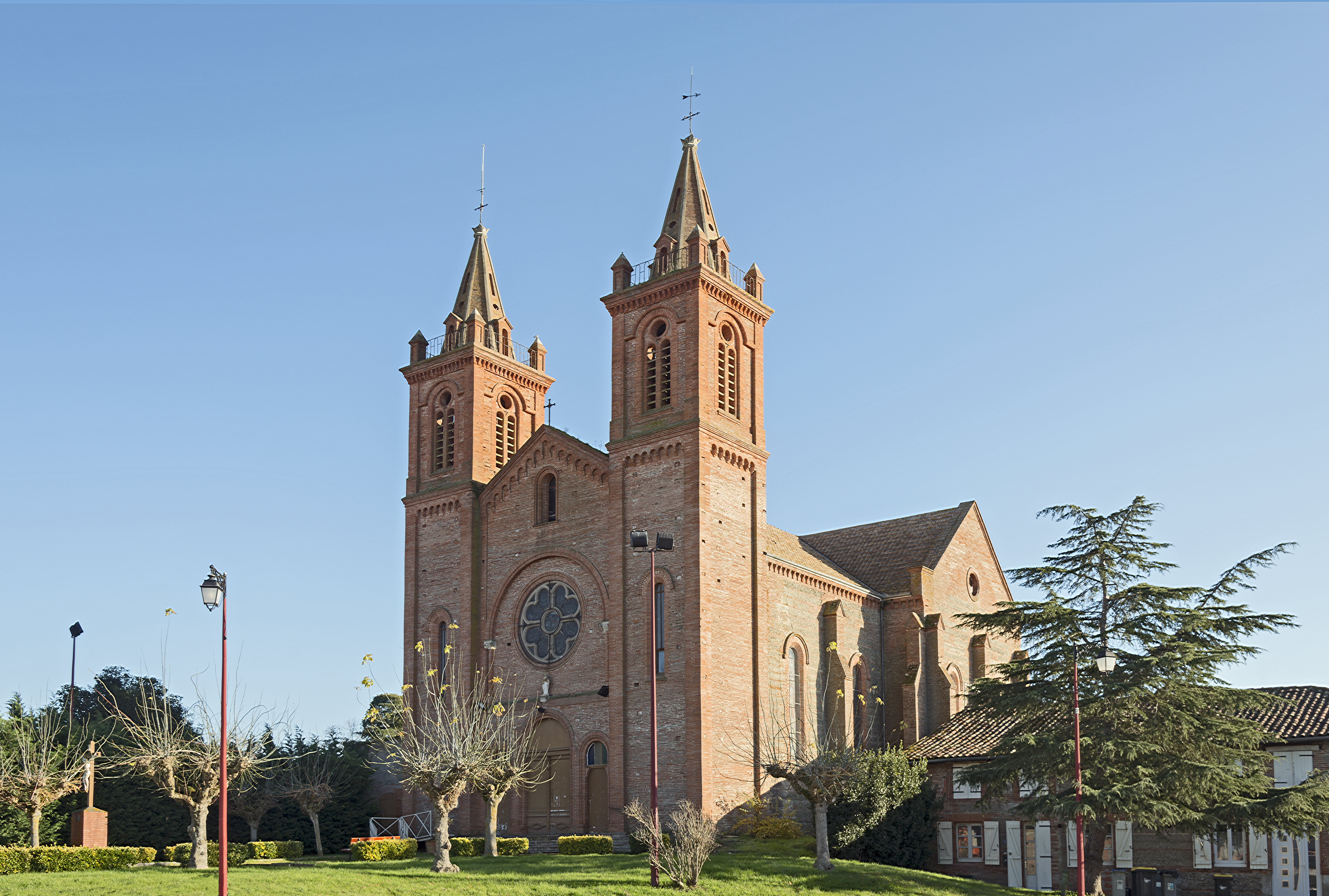
弗亚德圣母教堂
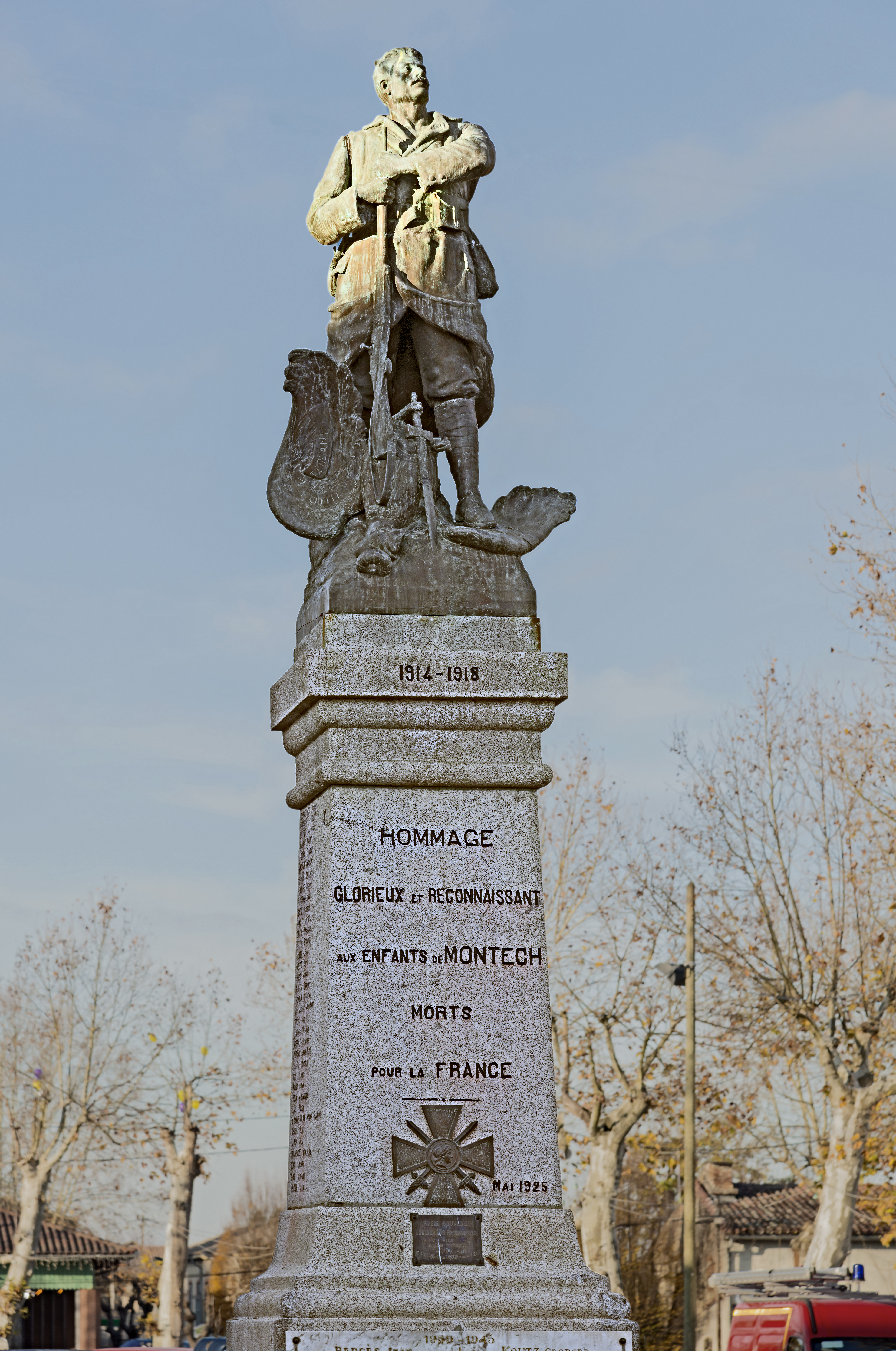
战争纪念馆
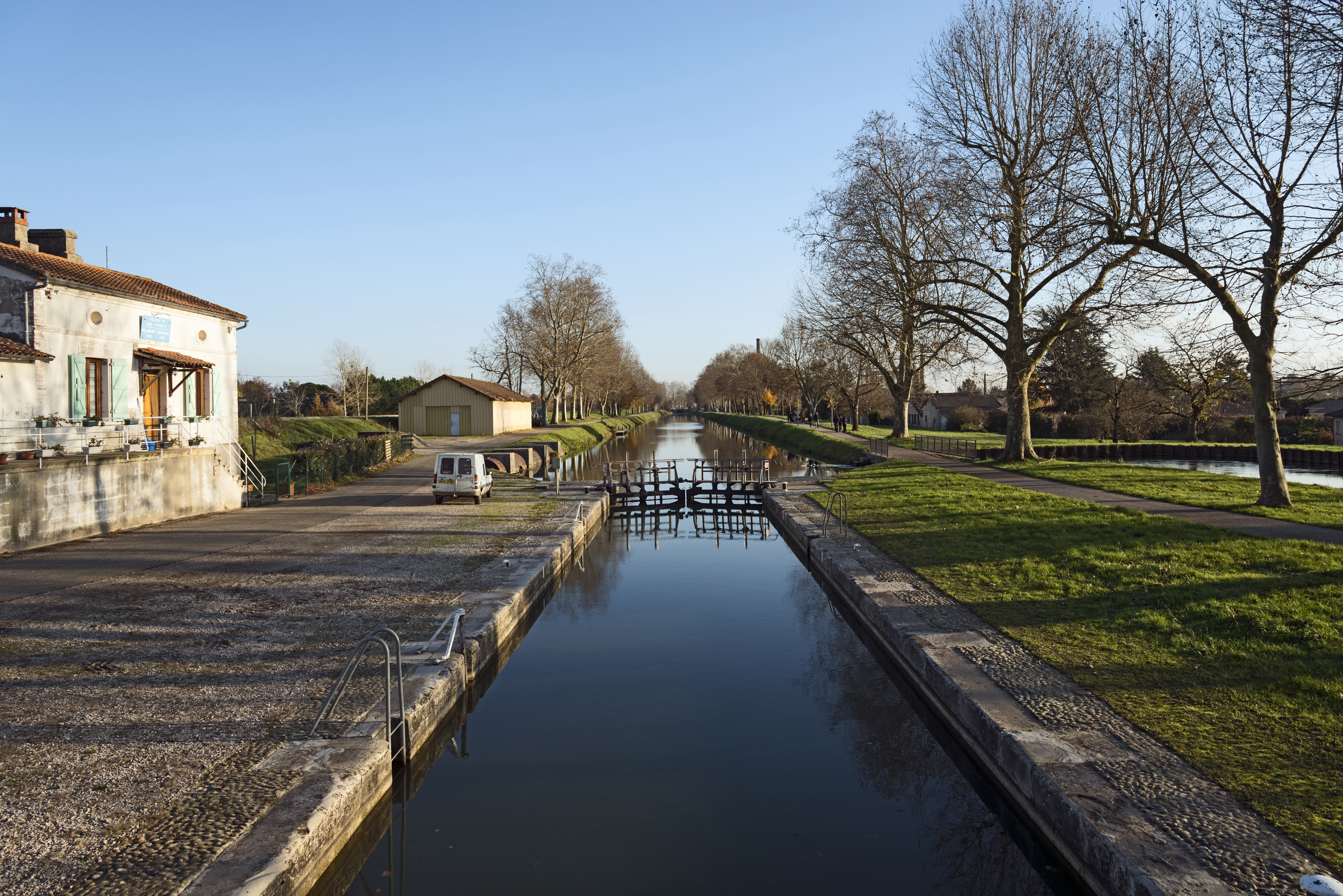
运河水闸
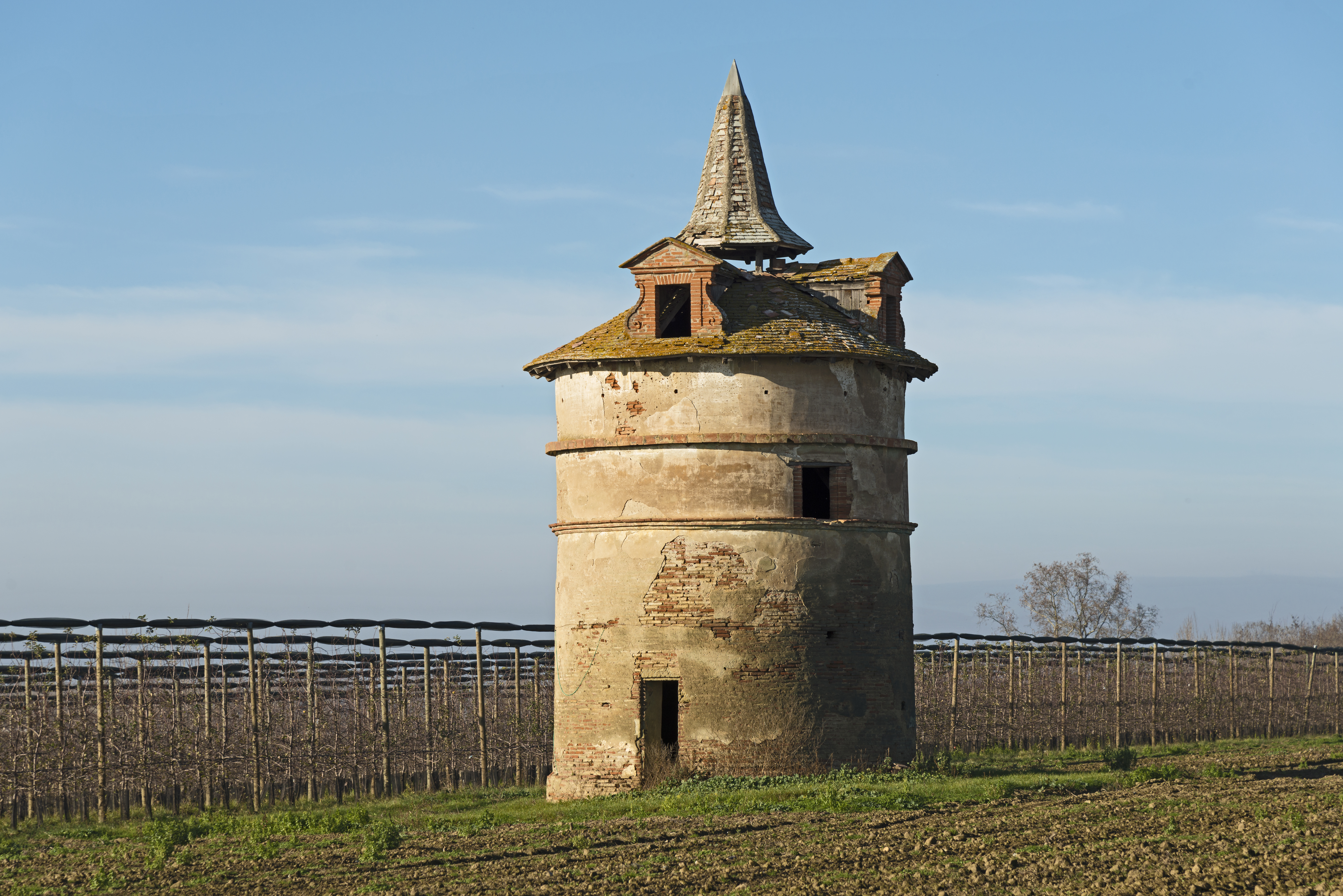
圣克里的鸽舍